# Warszawska Szkoła Rabinów
Warszawska Szkoła Rabinów – szkoła średnia dla męskiej młodzieży żydowskiej powstała w 1826 roku na podstawie dekretu carskiego z 1 lipca 1825 roku. Działała do roku szkolnego 1860/1861. 

## Historia
Szkoła powstała w 1826 roku. Była to publiczna szkoła w założeniu mająca przygotowywać kandydatów na stanowiska rabinów oraz nauczycieli szkół żydowskich, ale wielu jej absolwentów podejmowało studia lub pracowało w innych zawodach. Szkołę utrzymywano z podatków żydowskich, a podlegała kuratorowi warszawskiego okręgu naukowego. Językiem wykładowym był język polski. Placówką do 1852 roku kierował Antoni Eisenbaum, a następnie do zamknięcia w 1862 Jakub Tugendhold. Nauczycielami szkoły byli zarówno Żydzi, jak i chrześcijanie. W pierwszym roku działalności szkoła liczyła 25 uczniów, ale w roku 1846 już 260 uczniów. Absolwenci Warszawskiej Szkoły Rabinów tworzyli większość oświeconej inteligencji żydowskiej. Szkołę zlikwidowano 1 stycznia 1863 roku, a budynek przekazano szkole powiatowej.
Czteroletni program nauki obejmował oprócz nauk judaistycznych także przedmioty ogólne:
- Pismo Święte Starego Testamentu
- Midrasz (starożytne komentarze do Pisma Świętego)
- Talmud
- historię powszechną
- historię Polski
- matematykę
- geografię
- języki: hebrajski, polski, niemiecki, francuski

Naukę w Szkole poprzedzić mogły klasy przygotowawcze, uwzględniające kurs szkół elementarnych i chederów. Dla osób chcących się poświęcić służbie rabinackiej przewidziano dodatkowy specjalistyczny kurs postudyjny, uzupełniający.
Komitet Organizacyjny Szkoły powołany przez Rząd Królestwa Polskiego:
- Ignacy Zalewski – przewodniczący
- Stefan Witwicki – asesor
- Wincenty Krasiński – asesor

Skład Komisji Żydowskiej:
- Jakub Bergson
- Salomon Eiger
- Józef Epstein
- Michał Ettinger
- Jan Glücksberg
- Chaim Halbersztam
- Józef Janasz
- Samuel Pozner
- Abraham Stern
- Teodor Toeplitz

## Siedziba
W 1826 roku szkołę ulokowano w domu Antoniny Karolli przy ul. Gwardiackiej nr 1972, potem w 1828 roku przeniesiono ją do domu Józefa Janascha przy ul. Krochmalnej 959. W 1838 roku ponownie przeniesiono ją na ul. Nalewki 2257ab. W latach 1846–1863 mieściła się w budynku rządowym przy ul. Gęsiej. W budynku przy ulicy Gęsiej mieściła się wcześniej szkoła powiatowa, którą przeniesiono do innego budynku. 